# Andrei Fridrichowitsch Borodin
Andrei Fridrichowitsch Borodin (russisch Андрей Фридрихович Бородин, auch Andrey Borodin transkribiert; * 24. Mai 1967 in Moskau) ist ein russischer Bankier. Bis 2011 war er Präsident der Bank of Moscow. Nach der Übernahme der Bank of Moscow durch die von der russischen Regierung kontrollierte VTB wurde Borodin als Präsident entlassen. Nach Borodins Angaben war die Übernahme politisch motiviert und gesetzwidrig. Zurzeit lebt er in London. Die russischen Behörden werfen ihm Missmanagement während seiner Verantwortung für die Bank of Moscow vor.

## Ausbildung und Berufseinstieg
Nach dem Militärdienst studierte Borodin Internationale Ökonomie und Finanzen am Moskauer Finanzinstitut, wo er 1990 seinen Abschluss machte. 1989/90 studierte er an der Universität Passau. Für die Dresdner Bank arbeitete er in einem 18-monatigen Trainingskurs in Dortmund, danach arbeitete er in der Frankfurter Zentrale der Bank. Er verließ die Dresdner Bank Ende 1993 und arbeitete ab März 1994 für die Moskauer Stadtregierung als Wirtschafts- und Finanzberater für den Bürgermeister Juri Luschkow.
Seine Verbindung zu Luschkow, der seit seiner Entlassung als Moskauer Bürgermeister durch Dmitri Medwedew 2010 eine persona non grata in Russland ist, bestimmte Borodins Aufstieg und seine derzeitigen Probleme.

## Bank of Moscow
Als Sechs-Personen-Unternehmen 1995 durch die Moskauer Stadtverwaltung gegründet, wurde die Bank of Moscow zu einem der Marktführer in Russland, an der Borodin ursprünglich einen Anteil von 51 % hielt. Unter der Führung von Borodin und mit der politischen Unterstützung von Luschkow meisterte die Bank die Krise von 1998 und wuchs im Folgenden schnell von einer lokalen Bank für die Stadtverwaltung zu einer landesweiten Bank mit einer deutlich vergrößerten Kundenbasis und einem breiten Dienstleistungsangebot.
Die Bank wurde immer unabhängiger von der Stadtverwaltung, die 2008 ihren Anteil auf 46,6 % reduzierte und entsprechend weniger Einfluss auf die Besetzung des Vorstands nahm. Während die Bank expandierte, erwarben Borodin und sein Partner Lew Alualew wesentliche Anteile. Die Bank of Moscow erfreute sich des Vertrauens der internationalen Märkte, so erwarben Goldman Sachs und Credit Suisse 2010 kleinere Anteile (3,88 % bzw. 2,77 %).

## Übernahme
Nach Luschkows Entlassung im September 2010 wandte sich die neue Stadtverwaltung unter Luschkows Nachfolger Sergei Sobjanin – und damit die russische Regierung von Medwedew, der ihn eingesetzt hatte – bald gegen die Bank of Moscow. Die Stadt kündigte an, dass sie ihren Anteil verkaufen wolle und die VTB, eine vom russischen Staat kontrollierte Bank, deren Aufsichtsrat mit führenden Personen aus der Präsidialverwaltung besetzt ist, trat als Käufer auf. Ursprünglich kündigte die VTB an, 100 % übernehmen zu wollen, fuhr dieses Ziel aber herunter, erhielt aber trotzdem die volle Kontrolle. Auch andere Banken wie die Alfa Bank und die Bank Austria, eine Tochter der UniCredit, hatten Interesse gezeigt. Borodin hatte sich gegen die Übernahme durch die VTB ausgesprochen. 
Im Dezember 2010, bevor der Verkauf des städtischen Anteils stattfand, hatte der Rechnungshof der Russischen Föderation auf Veranlassung von Bürgermeister Sobjanin eine Überprüfung angekündigt. Die sich daraus ergebende Untersuchung eines Darlehens zugunsten der Premier Estate Company wurde später zur Basis der strafrechtlichen Vorwürfe gegen Borodin. Die VTB erwarb die städtischen Anteile Ende Februar 2011. Borodin stellte die Gesetzmäßigkeit dieses Kaufes in mehreren Punkten infrage, unter anderem sei der Aktienpreis künstlich in die Höhe getrieben worden. Borodin und seine Verbündeten wurden entlassen, der Aufsichtsratsvorsitzende der VTB Andrei Kostin wurde Aufsichtsratsvorsitzender der Bank of Moscow und sein Stellvertreter deren Präsident. Borodin bat darum, dass sein ausstehendes Gehalt an eine von ihm gegründete Wohltätigkeitsorganisation für Kinder gezahlt werden solle, was nicht geschah. 
Im April 2011 gab er bekannt, dass er und Lev Alaluyev ihren Anteil von insgesamt 20,32 % verkauft hätten. Andrey Borodin veräußerte seine Aktien an Witali Yusufov, den Sohn des früheren russischen Energieministers Igor Yusufov. Vitaly Yusufov finanzierte diesen Kauf mit einem Kredit in Höhe von 1,1 Mrd. $ von der Bank of Moscow. Borodin äußerte hierzu, dass er unter Druck gesetzt worden sei, einen Verkaufspreis zu akzeptieren, der erheblich unter dem Marktwert lag. Außerdem sei Yusufov als Mittelsmann von Präsident Medwedew aufgetreten, der die „politisch“ motivierte Übernahme der Bank of Moscow angeordnet habe. Im Juli 2011 verkaufte Yusufov die Aktien an die VTB, die im September 2011 mehr als 80 % der Aktien an der Bank of Moscow kontrollierte.

## Rettungskredit und strafrechtliche Vorwürfe
Nach der Übernahme gaben die VTB und Finanzminister Alexei Kudrin, der während der Übernahme auch Aufsichtsrat der VTB war, bekannt, dass eine Untersuchung der Zentralbank aufgedeckt habe, dass 150 der 250 Mrd. Rubel an vergebenen Krediten, die Borodin zu verantworten habe, faul und nicht gesichert seien. Diese Anschuldigung wurde durch Borodin klar zurückgewiesen. Eine Anklage in Russland gegen Borodin beruft sich auf ein Darlehen über 12,8 Mrd. Rubel, das 2009 an die von Jelena Baturina, Milliardärin und Ehefrau Juri Luschkows, kontrollierte Premier Estate Company vergeben wurde.
Im Juli 2011 gab die russische Zentralbank bekannt, dass die Bank of Moscow einen staatlichen Rettungskredit in Höhe von 14 Mrd. $ erhalten werde.
Neben dem offensichtlichen Zusammenhang mit dem politischen Schicksal Luschkows und der Verstrickung von Kudrin macht Borodin geltend, dass Merkwürdigkeiten beim Verkauf darauf hindeuten, dass die Übernahme aus politische Gründen gegen wirtschaftliche Bedenken erfolgt sei. So habe er zum Beispiel am 22. März 2011 ein bis zum 8. April geltendes Angebot gemacht, den VTB-Anteil zum selben Preis zu übernehmen, den diese bezahlt habe. Trotz der Verluste, die die VTB zwischenzeitlich entdeckt haben wolle, sei sie auf dieses Angebot nicht eingegangen.